# Guhou (sockenhuvudort i Kina, Jiangxi Sheng, lat 26,35, long 116,11)
Guhou är en sockenhuvudort i Kina. Den ligger i provinsen Jiangxi, i den sydöstra delen av landet, omkring 260 kilometer söder om provinshuvudstaden Nanchang. Antalet invånare är 21 980. Befolkningen består av 10 548 kvinnor och 11 432 män. Barn under 15 år utgör 23,0 %, vuxna 15-64 år 68 %, och äldre över 65 år 8,0 %.
Runt Guhou är det ganska tätbefolkat, med 179 invånare per kvadratkilometer. Närmaste större samhälle är Changsheng, 11,8 km sydväst om Guhou. I omgivningarna runt Guhou växer huvudsakligen savannskog.
Genomsnittlig årsnederbörd är 2 191 millimeter. Den regnigaste månaden är maj, med i genomsnitt 351 mm nederbörd, och den torraste är oktober, med 24 mm nederbörd.